# Инстинкт (2-й сезон)
Второй сезон американского телесериала «Инстинкт», премьера которого состоялась на канале CBS 30 июня 2019 года, а заключительная серия сезона выйдет 25 августа 2019 года. Данный сезон состоит из 11 серий.

## Сюжет
Сериал основан на книге Джеймса Паттерсона «Убийственные игры». Бывший агент ЦРУ Дилан Рейнхарт вышел на покой и ведет спокойный образ жизни, позабыв тяготы службы. Теперь он заслуженный профессор и писатель. Однако обстоятельства вынуждают его вновь вернуться к своим обязанностям, когда Департамент полиции Нью-Йорка вдруг обращается за помощью. Дилан Рейнхарт должен найти и остановить серийного убийцу, наводящего ужас на город.

## В ролях

### Основной состав
- Алан Камминг - Дилан Рейнхарт
- Бояна Новакович - Элизабет" Лиззи " Нидхэм
- Дэниел Ингс - Эндрю" Энди " Уилсон
- Навид Эндрюс - Джулиан Кузенов
- Шарон Лил - Жасмин Гуден

### Второстепенный состав
- Трэвис Ван Винкл -  Райан Сток, детектив из Округ Гарфилд, Небраска, приезжает в Нью-Йорк для помощи в деле потенциального серийного убийцы.

## Эпизоды
| № общий | № в сезоне | Название                                    | Режиссёр           | Автор сценария                      | Дата премьеры   | Произв. код | Зрители в США (млн) |
| --- | ---------- | ------------------------------------------- | ------------------ | ----------------------------------- | --------------- | ----------- | ------------------- |
| 14 | 1          | «Stay Gold» «Останься золотым»              | Стивен Серджик     | Майкл Ройч                          | 30 июня 2019    | 201         | 3.59                |
| Дилан и Лиззи расследуют убийство успешной бизнес-леди, которая пыталась продлить жизнь людей. Кроме того, Дилан и Энди хотят продолжить усыновления, а детектив Райан Сток из Небраски прибывает на охоту за потенциальным серийным убийцей. |            |                                             |                    |                                     |                 |             |                     |
| 15 | 2          | «Broken Record» «Побитый рекорд»            | Алекс Пилай        | Кит Фоглсонг                        | 7 июля 2019     | 202         | 3.38                |
| Дилан и Лиззи расследуют убийство начинающего музыканта, который был застрелен на американских горках в парке развлечений. Кроме того, Лиззи истощает себя, пытаясь не отставать от нового одинокого друга, а Энди и Дилан стремятся расширить свои возможности для усыновления.                                                                     |            |                                             |                    |                                     |                 |             |                     |
| 16 | 3          | «Finders Keepers» «Кто нашёл, берёт себе»   | Ли Роуз            | Кэрол Флинт                         | 14 июля 2019    | 203         | 3.56                |
| Лиззи и Дилан работают над делом, которое вызывает у них глубокие эмоции, когда 9-летний мальчик пропадает без вести накануне решения судьи в ожесточенной битве за опеку. Кроме того, с помощью Дилана Лиззи сталкивается с некоторыми из своих демонов прошлого детства, и в поиске усыновления Дилана и Энди происходит значительное продвижение. |            |                                             |                    |                                     |                 |             |                     |
| 17 | 4          | «Big Splash» «Большой всплеск»              | Джон Беринг        | Марк Дюбэ                           | 21 июля 2019    | 204         | 3.27                |
| Сладкое празднование шестнадцатилетия превращается в место преступления, когда мачеха именинницы падает и умирает, а гости и персонал помещаются под микроскоп полиции Нью-Йорка. Также, Райан находит новую зацепку в своем расследование и Лиззи получает положительные новости из участка.                                                        |            |                                             |                    |                                     |                 |             |                     |
| 18 | 5          | «Ancient History» «Древняя история»         | Рэндолл Зиск       | Констанс М. Бёрдж & Джилл Аббинанти | 28 июля 2019    | 205         | 3.35                |
| Дилан и Лиззи расследуют дело известного адвоката по разводам, который был найден убитым в странном ритуале. Также Дилан и Энди столкнулись с трудностью в процессе усыновления. Лиззи и Джулиан достигают трудной точки в их отношениях, и дело серийного убийцы которое расследует Райан обостряется.                                              |            |                                             |                    |                                     |                 |             |                     |
| 19 | 6          | «One-of-a-Kind» «Единственный в своем роде» | Дженис Кук-Леонард | Майкл Балин & Томас Агилар          | 4 августа 2019  | 206         | 3.11                |
| Дилан и Лиззи расследуют преступление, в котором была обнаружена очередная работа уличного художника - но с телом жертвы в своем центре. Кроме того, Райан ловит подозреваемого в деле об Убийце Спящей Красавицы, а Дилана навещает Гарри Кассабиан, его новый редактор.                                                                            |            |                                             |                    |                                     |                 |             |                     |
| 20 | 7          | «After Hours» «После работы»                | Джо Коллинз        | Эрика Салех                         | 11 августа 2019 | 207         | 3.50                |
| Дилан и Лиззи идут под прикрытием в эротический преступный мир Нью-Йорка, когда они расследуют убийство влиятельного представителя по связям с общественностью. Кроме того, гламурная любовь от Джулиана возвращается в его жизнь с предложением, которому он не может сопротивляться.                                                               |            |                                             |                    |                                     |                 |             |                     |
| 21 | 8          | «Go Figure» «Иди разберись»                 | Чери Ноулан        | Энтони Джонсон                      | 11 августа 2019 | 208         | 3.39                |
| Дилан и Лиззи работают, чтобы раскрыть, почему олимпийский фигурист убит на льду.Кроме того, дело Райана продвигается и проверяет его и Дилана в необычных обстоятельствах,и Джулиан начинает понимать, почему старый знакомый вернулся в Нью-Йорк.                                                                                                  |            |                                             |                    |                                     |                 |             |                     |
| 22 | 9          | «Manhunt» «Преследование»                   | Константин Макрис  | Джон Кокрелл                        | 18 августа 2019 | 209         | 3.47                |
| Все оказываются под подозрением, пока Райан и Дилан, ведущие расследование, пытаются отыскать Убийцу Спящей Красавицы. Между тем, Дилан получает тревожные новости от своего отца. |            |                                             |                    |                                     |                 |             |                     |
| 23 | 10         | «Trust Issues» «Проблемы с доверием»        | Ли Роуз            | Кэрол Флинт & Констанс М. Бёрдж     | 18 августа 2019 | 210         | 3.09                |
| Дилан и Лиззи расследуют гибель трех членов семьи, которые акже являлись деловыми партнерами пивоваренного завода. Кроме того, юридическая экспертиза Энди становится необходимой тогда, когда он и Дилан сталкиваются с проблемой в определенном процессе. Тем временем, Лиззи узнает некоторые суровые факты из прошлого Джулиана.                 |            |                                             |                    |                                     |                 |             |                     |
| 24 | 11         | «Grey Matter» «Серое вещество»              | Майкл Ройч         | Майкл Ройч                          | 25 августа 2019 | 211         | 3.43                |
| Ужасная находка в городском пруду заставляет Дилана и Лиззи приехать для расследования убийства молодого человека. Тем временем, Энди занят спасением одного из учеников Дилана от юридического наказания. |            |                                             |                    |                                     |                 |             |                     |

## Рейтинги
| №  | Серия             | Дата выхода в эфир | Рейтинг (18-49) | Зрители (миллионы) | DVR (18-49) | Зрители DVR (миллионы) | Всего (18-49) | Всего зрителей (миллионов) |
| -- | ----------------- | ------------------ | --------------- | ------------------ | ----------- | ---------------------- | ------------- | -------------------------- |
| 1  | «Stay Gold»       | 30 июня 2019       | 0.3/2           | 3.59               |             | 2.08                   |               | 5.67                       |
| 2  | «Broken Record»   | 7 июля 2019        | 0.3/2           |                    |             |                        |               |                            |
| 3  | «Finders Keepers» | 14 июля 2019       | 0.3/2           |                    |             |                        |               |                            |
| 4  | «Big Splash»      | 21 июля 2019       | 0.3/2           |                    |             |                        |               |                            |
| 5  | «Ancient History» | 28 июля 2019       |                 |                    |             |                        |               |                            |
| 6  | «One-of-a-Kind»   | 4 августа 2019     |                 |                    |             |                        |               |                            |
| 7  | «After Hours»     | 11 августа 2019    |                 |                    |             |                        |               |                            |
| 8  | «Go Figure»       | 11 августа 2019    |                 |                    |             |                        |               |                            |
| 9  |                   |                    |                 |                    |             |                        |               |                            |
| 10 |                   |                    |                 |                    |             |                        |               |                            |
| 11 |                   |                    |                 |                    |             |                        |               |                            |